# جون غريغوري (لاعب كرة قدم)
جون غريغوري (بالإنجليزية: John Gregory)‏ (من مواليد 11 مايو 1954) هو لاعب كرة قدم إنجليزي وكذلك مدرب كرة قدم حالي.
فاز مع أستون فيلا بلقب كأس إنترتوتو في عام 2001.

## مسيرته الكروية
لعب جون غريغوري خلال مسيرته الاحترافية مع 8 أندية في عشرون موسمًا وسجل خلالها 83 هدفًا ضمن 598 مباراة. ولم يفز بأي موسم بالكأس أو بالدوري.
خاض جون غريغوري مسيرته مع نادي نورثامبتون تاون في موسم 1972–73 ليلعب معه خمسة مواسم، مشاركًا في 187 مباراة سجل خلالها 8 أهداف. ثم انتقل إلى نادي أستون فيلا في موسم 1977–78 ولمدة موسمين، حيث شارك في 65 مباراة سجل خلالها 10 أهداف. لينتقل بعدها إلى نادي برايتون أند هوف ألبيون في موسم 1979–80 ولمدة موسمين، مشاركًا في 72 مباراة سجل خلالها 7 أهداف. ثم انتقل إلى نادي كوينز بارك رينجرز في موسم 1981–82 ليلعب معه خمسة مواسم، مشاركًا في 161 مباراة سجل خلالها 36 هدفًا. هذا وانتقل لاحقًا إلى نادي ديربي كاونتي في موسم 1985–86 واستمر معه طيلة ثلاثة مواسم، مشاركًا في 103 مباراة سجل خلالها 22 هدفًا. ثم انتقل بعدها إلى نادي بورتسموث في موسم 1988–89 لمدة موسم واحد، لم يشارك في أي مباراة ولم يسجل أي هدف. ليعود وينتقل من جديد، لكن هذه المرة إلى نادي بولتون واندررز في موسم 1989–90 لمدة موسم واحد، مشاركًا في 7 مباريات ولم يسجل أي هدف أيضًا.

## روابط خارجية
- جون غريغوري على موقع قاعدة بيانات كرة القدم.إي يو (الإنجليزية)
- جون غريغوري على موقع ناشيونال فوتبول تيمز (الإنجليزية)
- جون غريغوري على موقع Soccerbase.com (لاعب) (الإنجليزية)
- جون غريغوري على موقع Soccerbase.com (مدرب) (الإنجليزية)
- جون غريغوري على موقع عالم كرة القدم.نت (الإنجليزية)